# Giftgasangrebet i Tokyos undergrundsbane 1995
Giftgasangrebet i Tokyos undergrundsbane, ofte kaldet metrogasangrebet (地下 鉄 サ リ ン 事件 Chika tetsu sarin Jiken) var et terrorangreb i Japan udført af medlemmer i Aum Shinrikyo den 20. marts 1995.
Ti mennesker var direkte involveret i angrebet; fem mennesker, der satte gassen ud og fem chauffører. På fem forskellige tog i Tokyos undergrundsbane blev gassen frigivet og dræbte tretten mennesker, og sårede mere end 5000. Angrebet var rettet mod de toge, der skulle passer igennem Kasumigaseki og Nagatacho, områder hvor den japanske regering har sine hovedkvarter og ministerier. Det var det mest alvorlige angreb i Japan siden 2. Verdenskrig.
Aum Shinrikyo er også blevet fundet skyldig i andre forbrydelser, blandt andet mord og et mindre gasangreb i 1994. I alt er 189 medlemmer af Aum Shinrikyo blevet retsforfulgt efter angrebet. Retssagerne blev afsluttet i november 2011, og alle undtagen en blev dømt, herunder 13 til døden, fem til livsvarigt fængsel og yderligere 80 til fængsel på ubestemt tid.